# The Bank of New York Mellon
The Bank of New York Mellon Corporation (BNY Mellon) est une entreprise financière, spécialisée principalement dans l'émission de titres, la banque privée, le treasury management (en) et la gestion d'actifs. Elle est présente dans 36 pays, 6 continents, avec près de 50 000 salariés.

## Histoire
L’histoire de la Bank of New York commence en 1784. Alexander Hamilton, un avocat new-yorkais respecté et futur homme d’État, est choisi pour rédiger la nouvelle constitution de la Banque. En établissant la première banque de New York, Hamilton atteint l’objectif du gouvernement qui est de répondre à la demande des commerçants et citoyens et de stimuler la croissance et le développement de la communauté.
85 ans plus tard, Thomas Mellon, un juriste à la retraite, créa avec l’aide de ses fils Andrew et Richard, la T. Mellon and Sons' Bank au 145 Smithfield Street à Pittsburgh. Leur banque contribua au développement de l’industrie sidérurgique et finança des sociétés telles que Alcoa ou Westinghouse.
En juillet 2007, Bank of New York acquiert ou fusionne avec Mellon Financial pour l'équivalent de 16,5 milliards de dollars sous forme d'échange d'actions, formant The Bank of New York Mellon Corporation. Les actionnaires de Bank of New York recevant 63 % du nouvel ensemble quand ceux de Mellon Financial en ont 27 %. 3 900 suppressions de postes sont annoncés sur 40 000 employés qu'a le nouvel ensemble,,,.